# Geogenanthus rhizanthus
Geogenanthus rhizanthus är en himmelsblomsväxtart som först beskrevs av Ernst Heinrich Georg Ule, och fick sitt nu gällande namn av Gerhard Brückner. Geogenanthus rhizanthus ingår i släktet Geogenanthus och familjen himmelsblomsväxter. Inga underarter finns listade.